# Dever implica poder
Dever implica poder é um princípio ético atribuído a Immanuel Kant que afirma que se um agente é moralmente obrigado a fazer determinada ação, essa ação deve ser possível.
Segundo o filósofo, "Pois se a lei moral ordena que devemos agora ser homens melhores, segue-se de modo ineludível que devemos também poder sê-lo". Além disso, "[...] ação deverá sempre ser possível sob as condições naturais, quando o dever se lhe aplica; [...]".
Kant acreditava que esse princípio era uma liberdade categórica cujo limite era livre-arbítrio, em oposição à liberdade hipotética de David Hume. Existem várias maneiras de postular esse o princípio como, por exemplo, o argumento de que é errado culpar pessoas por coisas que elas não podem controlar.  
Nesse sentido, se postulamos o princípio de que dever implica poder numa lógica deôntica alética proposicional como {\displaystyle (Op\rightarrow \diamondsuit p)}, podemos tomar a contrapositiva dessa implicação, que será {\displaystyle (\neg \diamondsuit p\rightarrow \neg Op)}. Lê-se a primeira fórmula como "Se é obrigatório fazer p, então é possível fazer p". A segunda, por outro lado, é lida como "Se é impossível fazer p, então não é obrigatório fazer p".